# Torgelow
Torgelow est une ville allemande située dans l'arrondissement de Poméranie-Occidentale-Greifswald du Land de Mecklembourg-Poméranie-Occidentale.

## Géographie
Torgelow se situe en bordure de la rivière Uecker, dans la lande d'Ueckermünde, entre les villes de Pasewalk et Ueckermünde.

## Quartiers
- Drögeheide
- Spechtberg
- Torgelow

## Histoire
Torgelow a été mentionné pour la première fois dans un document officiel le 14 avril 1281. Un château est construit environ en 1350, mais est détruit peu après 1456, parce que les propriéteurs étaient devenus brigands-barons. Le manoir devient éventuellement un domaine du duché de Poméranie-Wolgast.
La localité est détruite pendant la guerre de Trente Ans. Elle est repeuplée par les Suédois. En 1720 Torgelow est devenu prussien. L'industrialisation commence après du minerai de fer est découvert en XVIIIe siècle. 
En 1935 une usine des explosifs est ouverte, suivi par une usine des munitions. Pendant la Seconde Guerre mondiale, ces usines emploient des milliers des travailleurs forcés.
Torgelow est accordé la charte de ville le 4 mai 1945 par le commandant soviétique. Outre les fonderies, la ville est connue pour ses casernes et les grandes zones d'entraînement militaire.

## Personnalités liées à la ville
- Liane Croon (1927-2000), actrice née à Torgelow.

## Jumelages
- Kamień Pomorski (Pologne)
- Espelkamp (Allemagne)